# Rüdiger von Wedel-Neuwedell
Rüdiger von Wedel-Neuwedell (* um 1535 in Neuwedell; † 25. Januar 1592 daselbst) war ein neumärkischer Dorfgründer.

## Leben
Wedel gehörte zu dem seit etwa dem ersten Drittel des 14. Jahrhunderts in Neuwedell ansässigen Zweig der Familie von Wedel und war Inhaber des dortigen Besitzes, zu dem in der Mitte des 16. Jahrhunderts neben Schloss und Städtchen Neuwedell ein Teil des Städtchens Kürtow und acht Dörfer – Fürstenau, Spechtsdorf, Rohrbeck, Denzig, Silberberg, Zühlsdorf, Sandow und ein Teil von Regenthin – gehörten. Seine Lebensleistung lag darin, die Zahl dieser Dörfer im Zeitraum zwischen 1560 und 1587 durch Neugründung und den Wiederaufbau im Spätmittelalter zerstörter Siedlungen auf 21 vermehrt zu haben. Wedel zählt damit zu den bedeutenden Akteuren des frühneuzeitlichen Landesausbaus in der Neumark.
Ohne Einverständnis seiner Landesherren Johann und Johann Georg zog er Freiwillige aus der Neumark und Polen heran und setzte 120 Bauern und 58 sogenannte Gärtner an. Das Areal der neu gewonnenen Ackerfläche belief sich auf ungefähr 5000 Hektar, etwa ein Sechstel des Gesamtbesitzes. Von den 13 durch Wedel neugegründeten Dörfern existieren bis heute Nemischhof, Mienken, Röstenberg, Berkenbrügge, Neu Körtnitz, Neu Stüdnitz und Grünenberg.
Wedels Epitaph befand sich bis 1945 in der Neuwedeller Kirche.

## Familie
Rüdger von Wedel-Neuwedell war fünftes von acht Kindern des Erbherrn zu Neuwedell und Komturs von Schivelbein Georg von Wedel (nach 1490 bis 1551). In seiner Ehe mit Hedwig von der Goltz aus Kürtow hatte er sechs Kinder. Zu seinen Urenkeln gehören der Gesandte Hasso Adam und der Kammergerichtsdirektor Ernst Rüdiger von Wedel-Neuwedell.